# Rhynchosteres mandibularis
Rhynchosteres mandibularis är en stekelart som beskrevs av Kimani-njogu och Robert A.Wharton 2002. Rhynchosteres mandibularis ingår i släktet Rhynchosteres och familjen bracksteklar. Inga underarter finns listade i Catalogue of Life.